# Sitio de Cuautla
La batalla de Cuautla fue una acción militar emprendida entre el 19 de febrero y el 2 de mayo de 1812, en la población de Cuautla, hoy estado de Morelos. El ejército insurgente fue sitiado por las tropas españolas comandadas por Félix Calleja. Los insurgentes resistieron setenta y tres días el sitio impuesto por los realistas y en más de una ocasión intentaron romper el cerco. La madrugada del 2 de mayo, el comandante insurgente José María Morelos y sus lugartenientes Hermenegildo Galeana y Mariano Matamoros, huyeron de Cuautla, finalizando así la acción militar. El sitio tuvo algunas consecuencias en la estructura política, militar y social del Virreinato de la Nueva España, gobernado desde 1810 por Francisco Xavier Venegas. Calleja fue destituido como jefe militar del centro del país y en su lugar se le designó comandante militar de la Ciudad de México, ya que se temía un posible ataque insurgente. Morelos, mientras tanto, logró reforzar a su ejército y durante todo el año de 1812 conquistó plazas estratégicas para el gobierno virreinal, como Oaxaca y Córdoba. Finalmente y con la llegada de Fernando VII al trono español, Venegas fue depuesto de su cargo en febrero de 1813.
El 16 de septiembre de 1810, Miguel Hidalgo y Costilla se levantó en armas en el pueblo de Dolores, Guanajuato, dando inicio a la guerra de Independencia de México. El 28 de septiembre, los insurgentes entraron en Guanajuato, el 17 de octubre, Valladolid cayó en sus manos y el 25 de octubre conquistaron Toluca. El 30 de octubre derrotaron a un regimiento realista en la Batalla del Monte de las Cruces, y dos días más tarde estuvieron a punto de entrar a la Ciudad de México, pero terminaron por retroceder al Bajío. Las tropas de Félix Calleja enfrentaron a los insurgentes en la Batalla de Aculco, donde por primera vez Hidalgo sufre una derrota, después de la cual los insurgentes se separan, y él se marcha a Valladolid, donde se cometieron saqueos y matanzas de españoles. El 19 de noviembre, Hidalgo entró en Guadalajara, que fue conquistada el mismo día de la derrota de Aculco por José Antonio Torres, apodado "El Amo". Tras perder Guanajuato a manos de Calleja el 26 de noviembre, Ignacio Allende y Juan Aldama se retiraron a Guadalajara, donde se cometieron los mismos saqueos y matanzas que en Valladolid. El 17 de enero de 1811, Calleja derrotó a las fuerzas insurgentes en la Batalla de Puente de Calderón, después de la cual los insurgentes huyeron a Coahuila. El 21 de marzo, Ignacio Elizondo los capturó en Las Norias de Acatita de Baján. Tras un juicio sumario, Allende, Aldama y José Mariano Jiménez fueron fusilados el 26 de junio en Chihuahua. Hidalgo fue ejecutado el 30 de julio.
El 20 de octubre de 1810, en Charo, Michoacán, Hidalgo comisionó al sacerdote de Carácuaro, José María Morelos, como comandante insurgente en el sur del país. En noviembre, Morelos había conquistado el territorio del actual Estado de Guerrero, donde expidió el Bando del Aguacatillo, en el que dictaba las primeras garantías individuales en la Historia de México. En febrero de 1811, Morelos fracasó en su intento por tomar Acapulco. Tras el nombramiento de la Suprema Junta Nacional Gubernativa, Morelos comenzó una campaña por el centro del país, en diciembre tomó Izúcar, y Hermenegildo Galeana conquistó Taxco. Después, Morelos marchó hacia la sierra de Puebla, y en enero de 1812 tomó Cuautla.

## La batalla de Cuautla

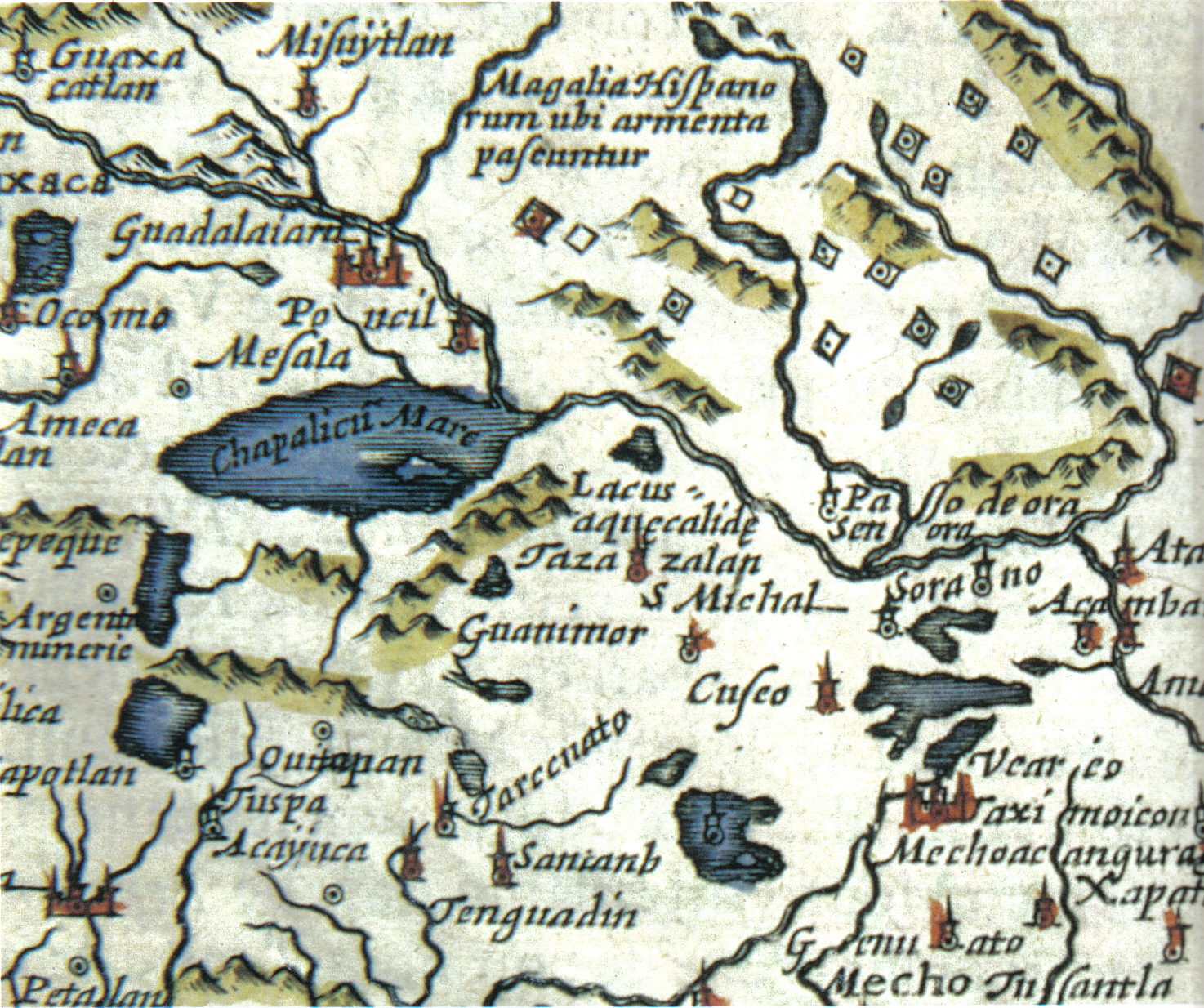
Mapa de la campaña seguida por Morelos.

El virrey Venegas había advertido la posibilidad de que Morelos atacara la Ciudad de México,
por eso ordenó a Calleja trasladarse a Cuautla, quien se encontraba en un retiro después de
que el 2 de enero tomó Zitácuaro, sede de la Junta Nacional. Calleja se encontraba
fortificado en Pasulco, pues estaba estudiando la geografía de Cuautla. Morelos, Galeana,
Matamoros, Nicolás Bravo y los insurgentes entraron a Cuautla el 31 de enero. El
hacendado español Mateo Musitu, bautizó a un cañón como "El
Matamorelos", pero fue
derrotado por Galeana. Tras entrar en el pueblo, Morelos fusiló a 50 soldados realistas, y lanzó un discurso, con el que pretendía obtener simpatías entre el pueblo y lograr un avance hasta la capital del virreinato.
Leonardo Bravo comenzó a fortificar las trincheras de Cuautla, mandó abrir troneras en los conventos y en las casas principales. Mariano Matamoros logró obtener víveres y pertrechos. En total, las fuerzas insurgentes sumaban 3000, 2000 de infantería y 1000 de caballería, comandadas respectivamente por Francisco Ayala y el coronel Cano. La artillería constaba de 16 cañones, entre ellos "El Niño", propiedad de los Galeana, y que era usado en las fiestas de Cuautla.
La madrugada del 10 de febrero, se supo de la llegada de Calleja a Cuautla, y Galeana salió a fortificar la plaza y el convento de San Diego. Leonardo Bravo comandó las fuerzas de Santo Domingo, y Mariano Matamoros junto con Víctor Bravo, vigilaban las trincheras del punto sur. Morelos se dedicó a inspeccionar sus tropas, vigilar el punto norte de Cuautla y transportar a la ciudad todas las provisiones.
El 18 de febrero, Calleja inició el primer ataque a Cuautla, sus tropas sumaban 5000 hombres, pero días después llegó a 7000, con los refuerzos de Ciriaco del Llano, sus batallones venían desde Asturias, Guanajuato, Lovera, San Luis Potosí, Zamora y Tulancingo, y en su mayoría eran dirigidos por José Gabriel de Armijo. Calleja se lanzó con 500 soldados a la loma de San Diego para hacer un reconocimiento a la ciudad. Morelos lo observó desde la loma de Cuautlixco, a media legua de Cuautla, e intentó repeler el ataque español. Matamoros y Bravo lo intentaron disuadir, pero Morelos los calmó diciendo que únicamente se trataba de una inspección al enemigo. Calleja observó el movimiento insurgente y preparó dos cañones, los cuales fueron destrozados por las tropas de Morelos. A pesar de haber hecho huir a las avanzadas realistas, Morelos y su escolta recibieron varios ataques, varios de sus soldados fueron hechos prisioneros, murieron o huyeron a Cuautla, donde Galeana se enteró de la noticia y con 50 hombres se lanzó a la batalla. Morelos estuvo a punto de ser hecho prisionero, pero uno de los soldados de Galeana lo salvó y regresó a Cuautla.

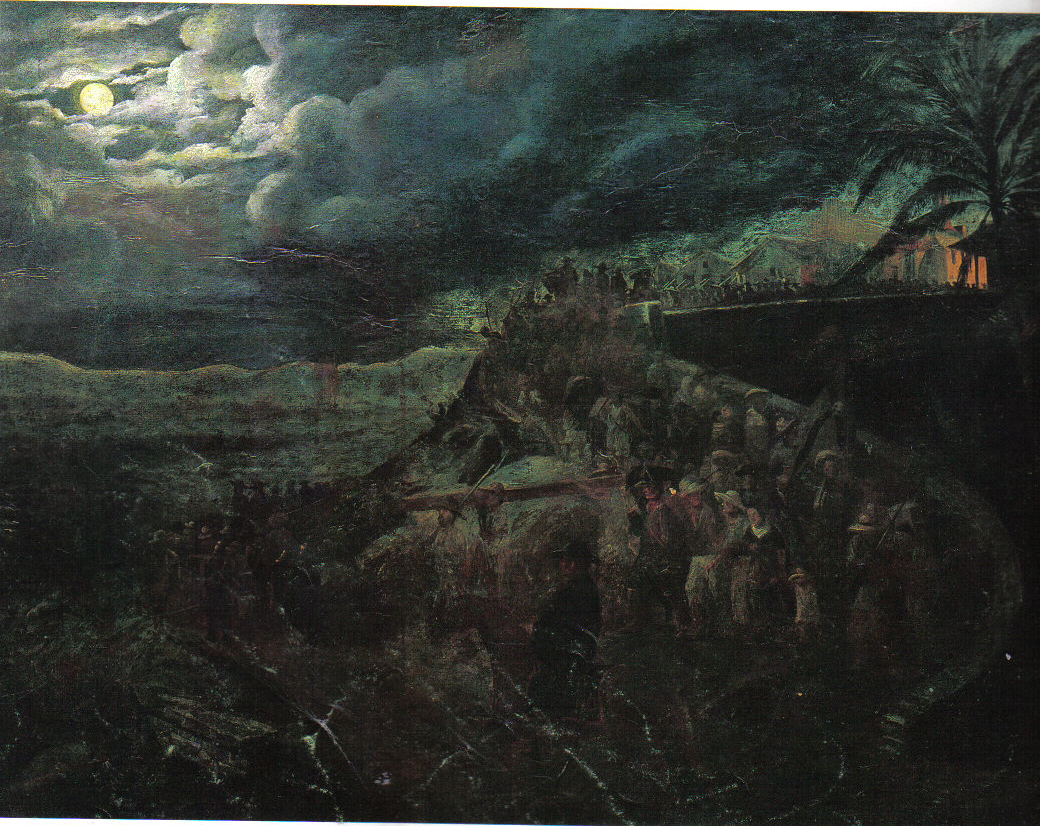
Batalla de Cuautla. Pintura en el museo José María Morelos de Cuautla.

A las siete de la mañana del 19 de febrero, cuatro columnas de soldados realistas salieron del campamento del Calvario con dirección al Convento de San Diego. Dos de las columnas se dispersaron, una a la derecha y la restante a la izquierda, para atacar a cada flanco de la posición. Las dos restantes marchaban al frente, donde cada una llevaba una batería, en los flancos unos regimientos y al centro, en una carroza, iba Calleja. Morelos, mientras tanto, advirtió en el campo que iban a ser atacados, y dio orden de que no se atacara a las columnas realistas hasta que hubiesen llegado a la plaza, y en la retaguardia colocó a Galeana.
Cuando la tropa realista avanzó hasta la posición norte de la calle Real, casi llegando a la plaza de San Diego, los realistas hicieron fuego, y entonces comenzó el enfrentamiento. Galeana se lanzó a luchar contra todos los soldados españoles. Sagarra, coronel español, al ver a Galeana e identificarlo como jefe insurgente, le disparó a quemarropa, sin embargo Galeana salió ileso y mató a Sagarra. Galeana ordenó a su sobrino Pablo para detener al enemigo. Cuando muchos insurgentes vieron la situación perdida se oyó un grito diciendo "todo se ha perdido, han derrotado al general Galeana", los soldados insurgentes y el capitán Larios huyeron hacia la plaza. Una tropa de dragones estuvo a punto de tomar la ciudad, pero un niño de 12 años, llamado Narciso Mendoza, hizo estallar un cañón, con el que las tropas realistas huyeron dispersas. Tras la batalla, Morelos acudió a cada una de las casas atacadas, a dar dinero y víveres a los afectados. Esta batalla le hizo ver a Morelos la posibilidad de derrotar al ejército realista, e incluso de llegar hasta la Ciudad de México.
Tras el fallido ataque a Cuautla, Calleja escribió a Venegas afirmando que en Cuautla se encontraban cerca de doce mil insurgentes, y que si no era posible tomar la ciudad, pondría un sitio. Esa noche, reunió en junta de guerra a todos los militares realistas para discutir el cerco; al día siguiente, Calleja comunicó al Ministerio de Guerra la decisión tomada: se impondría un sitio de entre seis u ocho días a Cuautla, y solicitaba refuerzos para poder abarcar todas las salidas, que en total sumaban una legua, pero podía reducirse a la tercera parte.
El 22 de febrero fue interceptado un parte de Calleja afirmando el número y víveres dispuestos en su ejército, así como los planes trazados junto con el virrey. Tras conocer esta carta, Morelos estaba resuelto a salir de la ciudad, pero Galeana le detuvo sospechando que fuera una estrategia del ejército realista para atacar Cuautla. En junta de jefes insurgentes, se decidió permanecer en la ciudad.

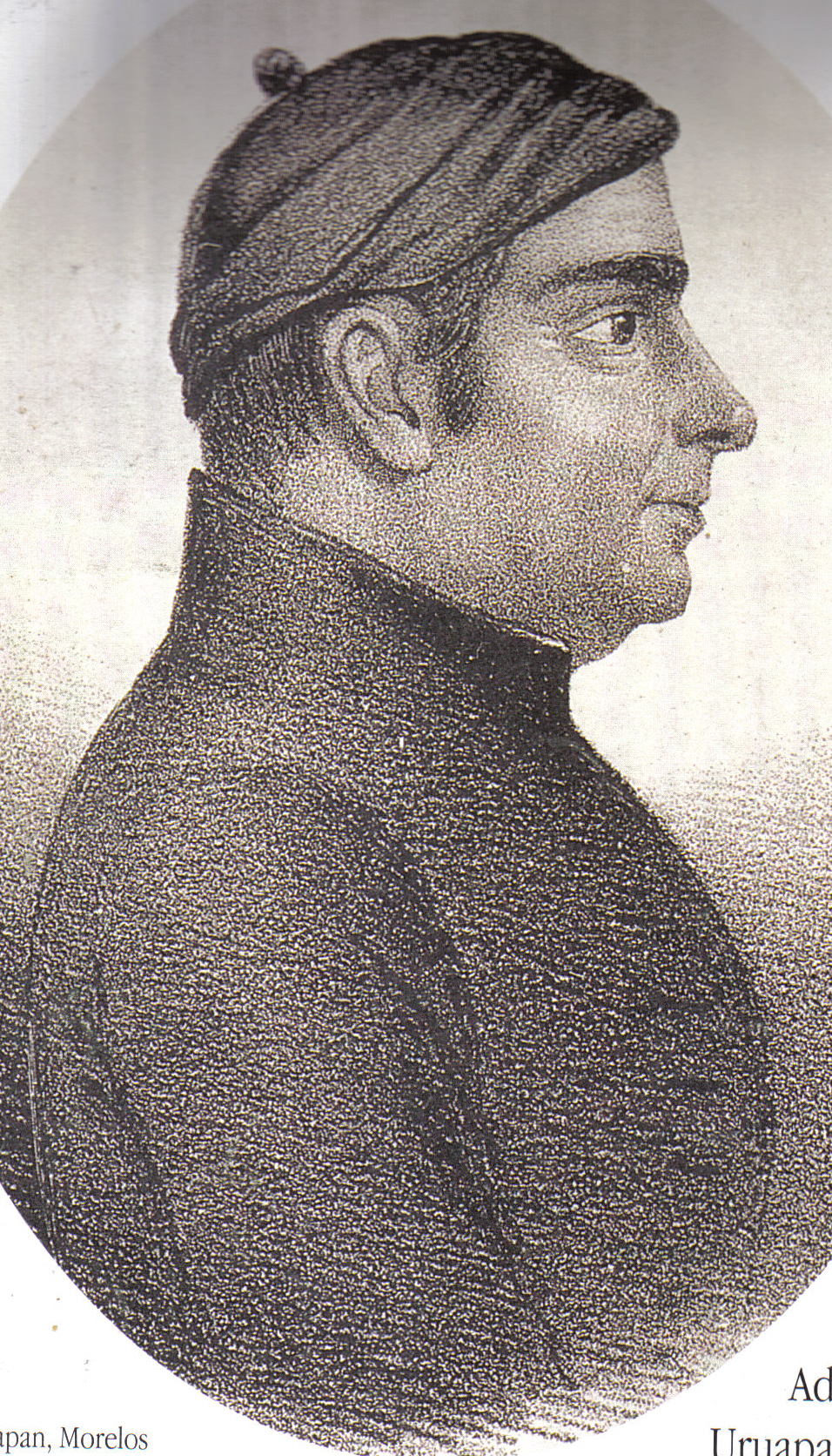
José María Morelos, líder de las tropas insurgentes que vencieron a los realistas en la batalla de Cuautla.

El 23 de febrero, Ciriaco del Llano entró a Izúcar y logró entrar hasta el cerro del Calvario, desde donde lanzó una serie de cañonazos durante dos horas hacia Cuautla, y después envió dos columnas de caballería al mando del coronel José Antonio Andrade. El ataque fue rechazado por el padre Sánchez y por Vicente Guerrero. Al día siguiente, los realistas intentaron un nuevo ataque que fue repelido nuevamente. Después de este ataque, los realistas huyeron a Izúcar, donde incendiaron los barrios de Santiago y El Calvario, tras de lo cual procedieron a bombardear el centro de la ciudad.
Llano recibió ese mismo día una orden de Venegas indicándole unirse cuanto antes a Calleja, frente al campamento realista de Cuautla. Tras dejar unas cuantas municiones en el camino, dar vuelta al volcán Popocatépetl, Llano entró en la Tierra Caliente, el 28 de febrero. Morelos decidió impedir la llegada de los refuerzos, acordando el envío de una fuerza considerable al mando de José Antonio Galeana para ocupar la Barranca de Tlayacac y allí sorprender a Llano. Sin embargo, antes de la salida, bien por algún imprevisto o porque le consideraba más capacitado por su conocimiento del terreno, Morelos encomendó el mando de los trescientos hombres seleccionados al capitán Manuel Ordiera. La operación llegó a conocimiento de Calleja y este decidió destacar a un grupo considerable bajo las órdenes del capitán Anastasio Bustamante; este sorprendió a los insurgentes en la barranca, les derrotó y franqueó así el paso a Llano, que pudo llegar al campamento de Calleja en la mañana del 1 de marzo, reforzando sus tropas con 2000 efectivos.
Una vez que Calleja reunió los batallones necesarios, comenzó a rodear Cuautla. El cuartel general quedó ubicado en el poniente, cerca de los hospitales, proveeduría y el depósito de parque, exactamente dentro de la hacienda de Buenavista. En las lomas de Zacatepec se asentó Ciriaco del Llano. Los batallones de Asturias y Lovera cuidaban la ciudad, sobre el barranco de "Agua Hedionda", llamado así debido a sus manantiales de aguas sulfurosas. Los españoles construyeron un puente de dos leguas, con el que remataron la ciudad fortificada.
Morelos fortificó la hacienda de Buenavista y el terreno conocido como "El Platanar", comúnmente asediado por Llano. Entre el 1 de marzo y el 9 de marzo, Galeana fue acorralado en El Platanar por Llano, hasta que el día 10 logró echar por tierra a los invasores en Zacatepec. Ese mismo día comenzó un bombardeo tras el cual Llano estuvo a punto de entrar en la ciudad, pero Nicolás Bravo lo detuvo, al tiempo que Matamoros logró escapar del sitio. Por la noche, Calleja escribió lo siguiente al virrey:

Cuento hoy, 13 de marzo a las seis de la mañana, cuatro días que sufre el enemigo como pudiera una guarnición de las tropas más bizarras sin dar ningún indicio de abandonar la defensa. Todos los días amanecen reparadas las pequeñas brechas que es capaz de abrir mi artillería de batalla: la escasez de agua la ha suplido con pozos, la de víveres con maíz que tiene en abundancia.

Tras varios meses de resistencia, Matamoros logró romper el cerco y huir a Toluca, donde López Rayón le esperaba para darle las provisiones que el ejército insurgente necesitaba. Sin embargo, las tropas de Porter emboscaron a Matamoros en su trayecto hacia la villa de Cuautla. Con muchos esfuerzos los insurgentes lograron evitar la captura de su líder, pero no consiguieron entregar a Morelos los alimentos y armas para seguir en pie.

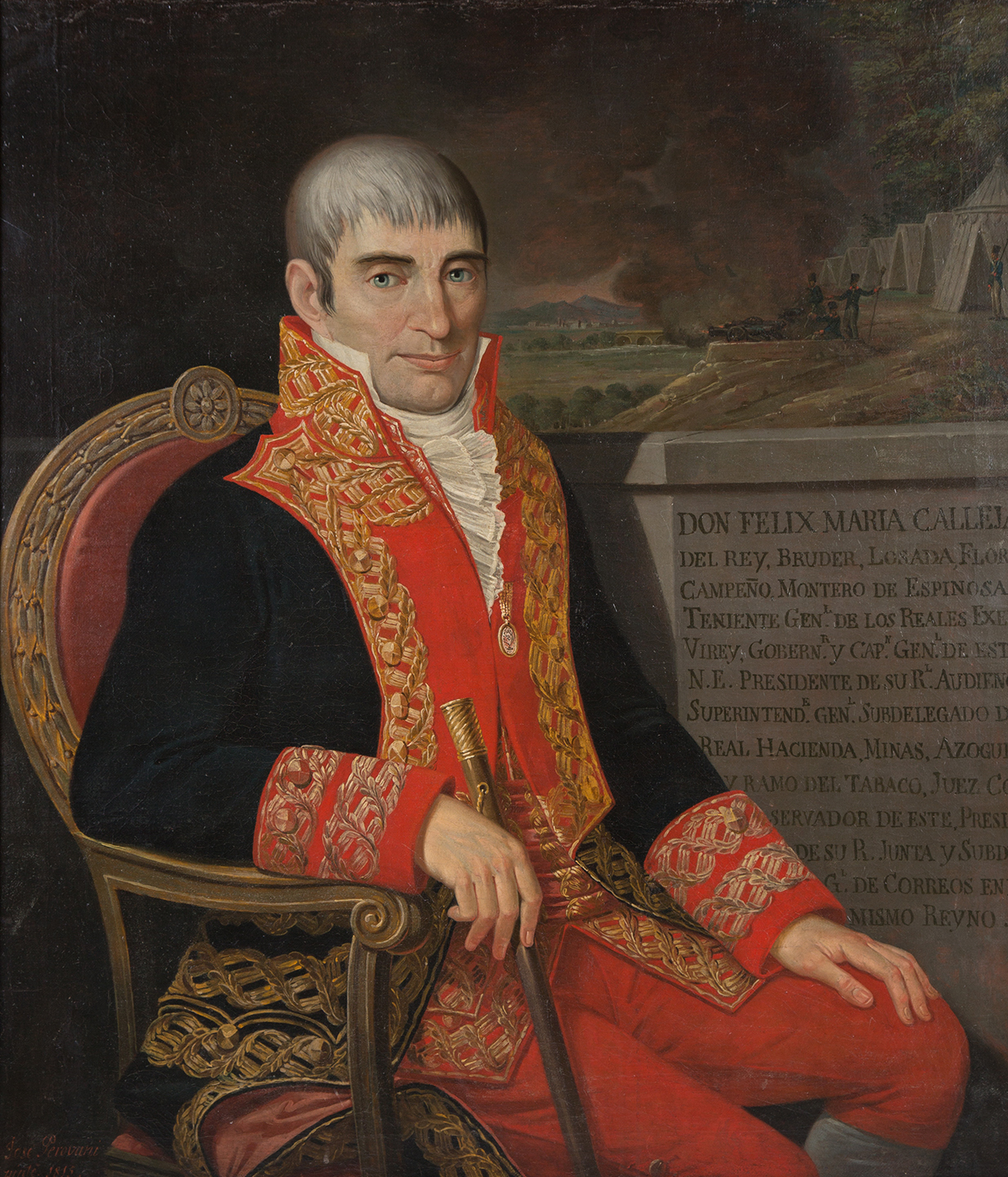
El brigadier español Félix Calleja, comandante realista durante las acciones militares de Cuautla, que en 1813 fue entronizado como virrey de la Nueva España.

El brigadier Calleja intentó muchos otros asaltos a la villa fortificada, sin que ninguno de ellos lograra su cometido: destruir a los insurgentes. A fines de abril la situación era insostenible y las riñas entre los altos comandantes del ejército realista impidieron que Calleja efectuara otro ataque a Cuautla. La madrugada del 2 de mayo se dio por vencido y escribió una misiva al virrey Venegas, indicándole su desistimiento del asedio a Cuautla.
Esa misma noche, se tomó la resolución en el campo insurgente de salir cuanto antes del pueblo, pues no se podían defender con normalidad debido a las epidemias, que habían llegado a afectar a más de la mitad de los soldados insurgentes. Morelos y Galeana enviaron a un emisario a observar el campo realista, y al volver con los insurgentes les informó que muchos soldados españoles ya estaban dormidos y otros estaban guardando el armamento. Fue entonces que ambos militares tomaron la decisión de abandonar Cuautla esa misma noche, y en menos de cuatro horas ya estaban fuera de la villa. Fueron avistados por soldados realistas que habían llegado al campamento de Calleja esa misma noche, quienes de inmediato intentaron detener el avance de Morelos y su tropa. Luego de una lucha de menos de dos horas, alrededor de las cuatro y media de la mañana del 2 de mayo, las fuerzas insurgentes comandadas por José María Morelos habían abandonado Cuautla, atribuyéndose una "victoria" para los insurgentes. Aunque seguidamente el ejército huido de Morelos fue alcanzado y completamente disperso.

## Consecuencias
Los insurgentes abandonan el poblado, y desde la mañana del 2 de mayo Calleja junto a su tropa pasan a ocuparlo cuando entraron a Cuautla.
Dentro de las disputas entre Venegas y Calleja, este fue requerido en la capital para una entrevista con Venegas, quien le ofreció un retiro temporal del ejército e incluso regresarlo a España para pelear en la guerra de Independencia española, pero el militar decidió retirarse a su hacienda de Cuernavaca, de la que salió en diciembre de ese año, para ocupar la comandancia general de la Ciudad de México. En marzo de 1813, Venegas fue retirado del Virreinato de la Nueva España, por miembros de la junta provisional de gobierno instalada en Sevilla, y en su lugar fue nombrado Calleja, quien desde el puesto dirigió los esfuerzos para derrotar a Morelos, siendo relevado por Fernando VII en 1816.
Morelos y sus principales lugartenientes, perseguidos por los realistas, abandonaron las cercanías de Cuautla y se dirigieron al sur del país, pues el jefe insurgente pretendía tomar el Puerto de Acapulco, puerto de la ruta novohispana con Filipinas y otras posesiones españolas en Asia. En las cercanías del Estado de Morelos, Leonardo Bravo fue capturado en la hacienda del terrateniente Gabriel de Yermo, y presentado ante Calleja, quien autorizó su traslado a la Ciudad de México para su juicio y posterior ejecución. Morelos planteó a Venegas un canje: liberar a prisioneros "españoles" del Sitio de Cuautla, que sumarían más de doscientos, y a cambio, Venegas debería liberar al caudillo insurgente Leonardo Bravo. El virrey hizo caso omiso del canje que proponía Morelos y el 13 de septiembre, Bravo fue ejecutado en el Paseo de Bucareli, a garrote vil. Al conocer Morelos de la noticia del ajusticiamiento de Bravo, ordenó a su hijo, Nicolás Bravo, eliminar a los prisioneros realistas, más aún Bravo les perdonó la vida y les liberó, y es por este hecho por el que se le conoce como el "Caudillo Magnánimo".
Valerio Trujano había sido sitiado en Huajuapan por los jefes realistas, y cuando Morelos se enteró decidió ir hasta Oaxaca para auxiliarle. Luego de dos meses de camino, llegaron al territorio sitiado el 25 de octubre, cuando los realistas ya tenían mermadas sus tropas. Trujano había resistido más de cien días de asedio, y con el apoyo de Morelos logró echar a los realistas de su hacienda. El 27 de octubre salió con una partida de cien hombres a perseguir a los realistas que habían huido hacia Oaxaca. Sin embargo, fue emboscado por los virreinales y en este suceso perdió la vida. Morelos reunió a los hombres de Trujano, los condujo hacia la ciudad de Antequera de Oaxaca, y el 25 de noviembre ocupó la capital de la intendencia, hecho con el que culmina la actividad militar del año de 1812, marcado por el Sitio de Cuautla.

## En la cultura popular
El sitio es narrado gráficamente en el número 63 de la revista mexicana de historietas Aventuras de la vida real, del 1 de marzo de 1963, titulado El niño artillero, destacando al niño Narciso Mendoza que disparó un cañón contra los españoles.